# IV Łódzki Batalion Etapowy
IV Łódzki batalion etapowy – oddział wojsk wartowniczych i etapowych w okresie II Rzeczypospolitej pełniący między innymi służbę ochronną na granicy polsko-sowieckiej.

## Formowanie i zmiany organizacyjne
Formowanie batalionu rozpoczęto na przełomie 1918–1919. Sformowany jako III batalion Milicji Ludowej i potem przemianowany na IV Łódzki batalion etapowy. Otrzymał on nazwę okręgu generalnego, w którym powstał i kolejny numer porządkowy oznaczany cyfrą rzymską.
Do batalionu wcielono żołnierzy starszych wiekiem i o słabszej kondycji fizycznej. Oficerowie i podoficerowie nie mieli większego doświadczenia bojowego. Batalion nie posiadał broni ciężkiej, a broń indywidualną żołnierzy stanowiły stare karabiny różnych wzorów z niewielką ilością amunicji. We wrześniu 1919 dowództwo batalionu stacjonowało w Słonimiu. W czerwcu 1920 batalion liczył 9 oficerów, 357 podoficerów i szeregowców.
W lipcu batalion pełnił służbę garnizonową w Białymstoku. Po jego opuszczeniu, będąc w podporządkowaniu 10 Dywizji Piechoty gen. Lucjana Żeligowskiego, walczył przez kilka dni w obronie linii Narwi i poniósł duże straty. 29 lipca liczył w stanie bojowym 9 oficerów i 349 podoficerów i szeregowców. Posiadał 4 ckm-y.
W lutym 1921 bataliony etapowe przejęły ochronę granicy polsko-rosyjskiej. Początkowo pełniły ją na linii kordonowej, a w maju zostały przesunięte bezpośrednio na linię graniczną z zadaniem zamknięcia wszystkich dróg, przejść i mostów.
W 1921 bataliony etapowe ochraniające granicę przekształcono w bataliony celne.

## Służba etapowa
W marcu 1921 batalion obsadzał pododcinek kordonowy Turmont od Miazany [wył.] do Liguny [wł.]. W maju nastąpiło przesuniecie kordonu na linię graniczną. Batalion ochraniał odcinek od Lagun do Kality. 15 grudnia 1921 batalion nadal pełnił służbę kordonową. Dowództwo batalionu stacjonowało wtedy w Duksztach. Latem 1922 batalion przekazał odcinek Dukszty 9 baonowi celnemu.

## Dowódcy
- ppłk Stanisław Turski (od 9 XII 1919[12])